# Margarethe Quidde

Ludwig und Margarethe Quidde

Margarethe Quidde geb. Jacobson (* 11. Juni 1858 in Königsberg i. Pr.; † 25. April 1940 in München) war eine deutsche Pianistin, Cellistin und Schriftstellerin.

## Leben
Margarethes Eltern waren Julius Jacobson, der Direktor der Königsberger Universitäts-Augenklinik, und Hermine Jacobson geb. Haller, eine Großherzoglich Sachsen-Weimarische Hofopernsängerin.
Margarethe studierte 1874–1879 Klavierspiel und Komposition bei Woldemar Bargiel und Violoncello bei Robert Hausmann an der Königlichen Hochschule für Musik in Berlin. Auf Empfehlung von Joseph Joachim setzte sie ihr Cellostudium 1880–1882 bei Alfredo Piatti in Cadenabbia fort. Als Pianistin und Cellistin konzertierte sie in Deutschland, Österreich, England und in der Schweiz. Ab 1912 spielte sie als Cellistin im Michaelis-Quartett in München.
1882 heiratete sie in Königsberg den Historiker Ludwig Quidde. Sie heirateten kirchlich in der evangelischen Burgkirche in Königsberg. Sie trat dafür zum Protestantismus über. Die Eheleute folgten gesellschaftlichen Konventionen und den Erwartungen ihrer Familien. Laut Quiddes Biograf Karl Holl stand ihr Mann jedoch in „Distanz zum Kirchenchristentum, und seine Ehefrau teilte darin seine Ansicht“. Sie sahen sich als Agnostiker. 1890 traten beide aus der Kirche aus.
Auf Wunsch ihres Mannes verzichtete sie weitgehend auf eine öffentliche Karriere als Musikerin. Mit ihm zog sie nach Frankfurt am Main. Sie kehrte 1886 zurück nach Königsberg und 1890 schließlich nach München, wo sie vereinzelt als Pianistin und Cellistin auftrat, sich aber vorwiegend als Schriftstellerin, Herausgeberin, Musikkritikerin und Übersetzerin betätigte. Ihr bekanntestes Werk waren die satirischen „Ketzereien aus dem Bayreuther Heiligthum“ von 1896. In München war sie der Mittelpunkt einer Mozart-Gemeinde. 1896 gründete sie mit ihrem Mann in München einen Verein für Tierschutz und gegen Vivisektion. Mit ihrem Mann, der 1927 den Friedensnobelpreis erhielt, engagierte sie sich in der Friedensbewegung. Sie war Mitglied des von Magnus Schwantje gegründeten Bundes für radikale Ethik.
1933 flüchtete Ludwig Quidde vor den Nationalsozialisten ins Schweizer Exil. Margarete Quidde blieb in München, um ihre kranke Schwester pflegen zu können. Als Halbjüdin stigmatisiert und verfolgt, war sie durch die Mischehe mit ihrem arischen, aber ebenfalls verfolgten Mann geschützt.